# Berylmys mackenziei
Berylmys mackenziei — вид пацюків (Rattini), що родом із Південно-Східної Азії.

## Морфологічна характеристика
Довжина голови й тулуба 233–272 мм, довжина хвоста 248–262 мм, при масі близько 265 грамів. Довжина задньої лапи становить 50–61 мм, а довжина вуха 27–31 мм. За зовнішнім виглядом він відповідає набагато більшому Berylmys bowersi з тьмяним коричнево-сірим хутром на спині і білим черевом. Хвіст темно-коричневий, остання третина і кінчик пофарбовані в білий колір. Верхня частина передніх і задніх лап також темно-коричнева, але пальці і боки білі. .

## Середовище проживання
Повідомляється про цей маловідомий вид з Ассама на північному сході Індії, сусідньої північної М'янми, а також відомий із ізольованих, очевидно, роз'єднаних записів у південному Китаї (провінція Сичуань), південній М'янмі та південному В'єтнамі. Це високогірний вид, який має приблизний діапазон висот від 1200 до 3000 метрів над рівнем моря. Це нічний і викопний вид, що зустрічається в субтропічних гірських вічнозелених і вологих листопадних лісах

## Загрози й охорона
Загрози для цього маловідомого виду в Південно-Східній Азії невідомі. У Південній Азії основні загрози включають втрату середовища проживання, фрагментацію, вирубку лісу, пожежі та посягання. Він записаний у національному парку Намдафа, Аруначал-Прадеш, Індія. У Південно-Східній Азії невідомо, чи є він у заповідних територіях